# Porträtt av Susanna Lunden
Porträtt av Susanna Lunden är en oljemålning av den flamländske barockkonstnären Peter Paul Rubens. Den målades omkring 1622–1625 och förvärvades av National Gallery i London 1875. Porträttet benämns också Le Chapeau de Paille som är franska för ”Stråhatten”, ett märkligt namn med tanke på att huvudbonaden inte är en stråhatt.
Porträttet tros föreställa Susanna Lunden (1599–1643), dotter till konstnärens vän, textilhandlaren Daniel Fourment. Troligen är den utförd i samband med hennes andra gifte 1622 med Arnold Lunden. På hennes finger sitter en guldring. Rubens gifte sig 1630 med Susannas yngsta syster Hélène Fourment. Rubens var då 52 år och Hélène 16.
Porträttet är berömt och har inspirerat andra konstnärer, bland annat Élisabeth Vigée Le Brun som målade Självporträtt i stråhatt 1782 i samma färgskala. Bland tidigare ägare märks Robert Peel.

## Relaterade målningar

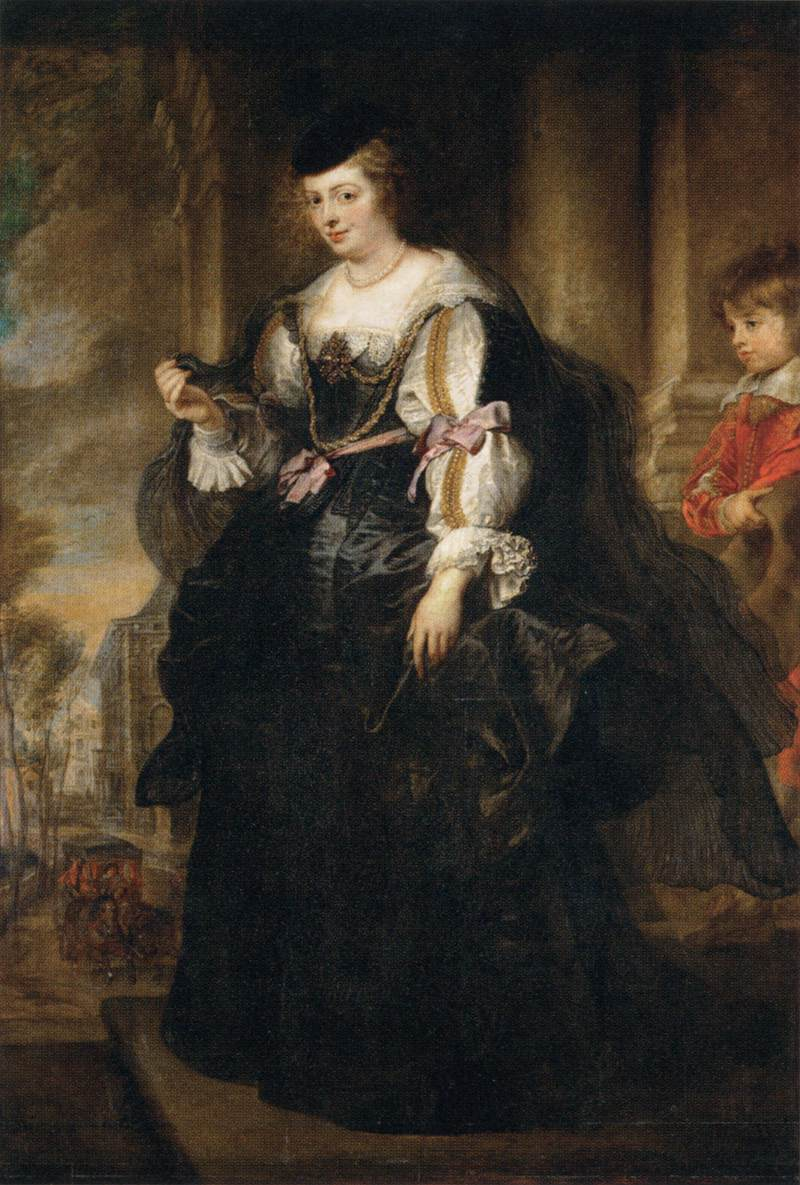
Rubens, Hélène Fourment (1639), Louvren.
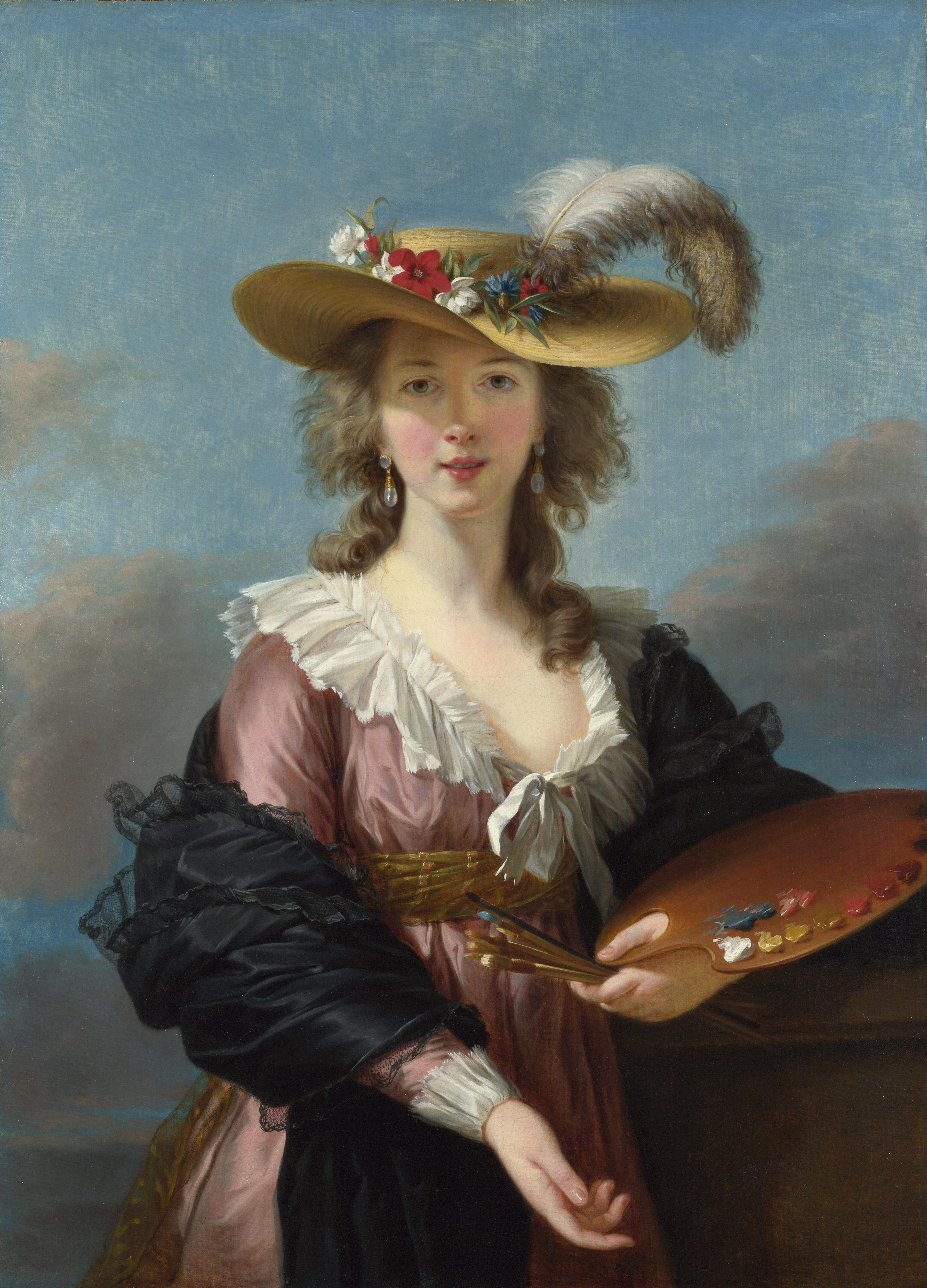
Élisabeth Vigée Le Brun, Självporträtt i stråhatt (1782), National Gallery.